# Det Samfundsvidenskabelige Fakultet (Aalborg Universitet)
 For alternative betydninger, se Det Samfundsvidenskabelige Fakultet. (Se også artikler, som begynder med Det Samfundsvidenskabelige Fakultet)
Det Samfundsvidenskabelige Fakultet er et af fem fakulteter på Aalborg Universitet. Det ledes af et dekanat bestående af en dekan, samt en prodekan for hhv. forskning og uddannelse

## Institutter
- Institut for Sociologi og Socialt Arbejde
- Institut for Politik og Samfund
- Juridisk Institut
- Aalborg University Business School